# Aubigné (Deux-Sèvres)
Aubigné is een gemeente in het Franse departement Deux-Sèvres (regio Nouvelle-Aquitaine) en telt 212 inwoners (2005). De plaats maakt deel uit van het arrondissement Niort.

## Geografie
De oppervlakte van Aubigné bedraagt 27,6 km², de bevolkingsdichtheid is 7,7 inwoners per km².
De onderstaande kaart toont de ligging van Aubigné (Deux-Sèvres) met de belangrijkste infrastructuur en aangrenzende gemeenten.

## Demografie
Onderstaande figuur toont het verloop van het inwonertal (bron: INSEE-tellingen).